# Tukotuko gromadny
Tukotuko gromadny (Ctenomys sociabilis) – endemiczny gatunek gryzonia z rodziny tukotukowatych (Ctenomyidae). Występuje na południu Argentyny w prowincji Neuquén w małym skupisku na terenie  rezerwatu Reserva Nacional del Parque Nacional Nahuel Huap na wysokości ok. 1750 m n.p.m..
Należy do gatunków krytycznie zagrożonych wyginięciem.
Tukotuko gromadny - podobnie jak pozostałe gatunki z rodzaju Ctenomys - prowadzą podziemny tryb życia. Zamieszkują łąki. Są roślinożercami.